# 菊元百貨店

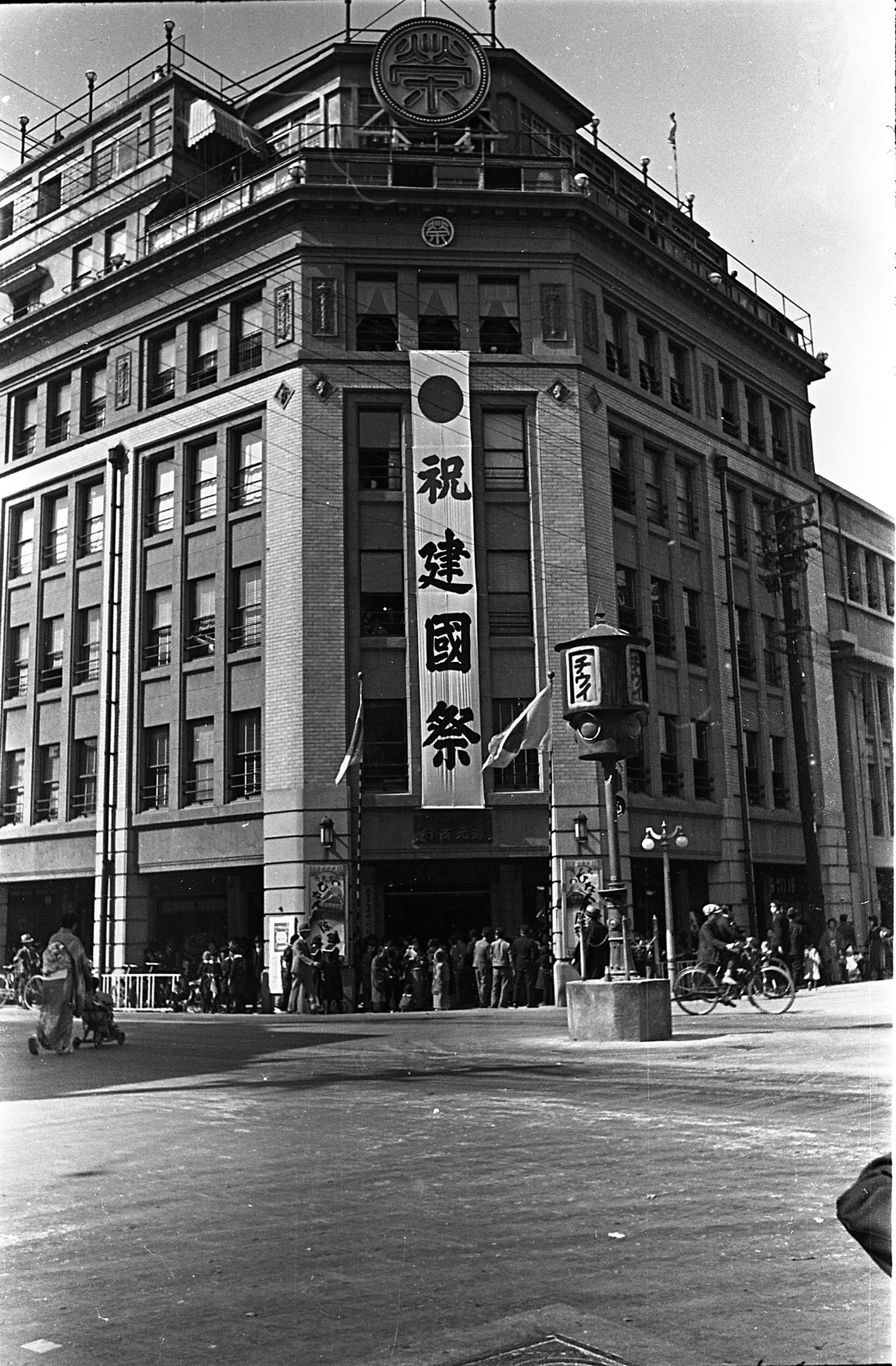
菊元百貨店（1942年）

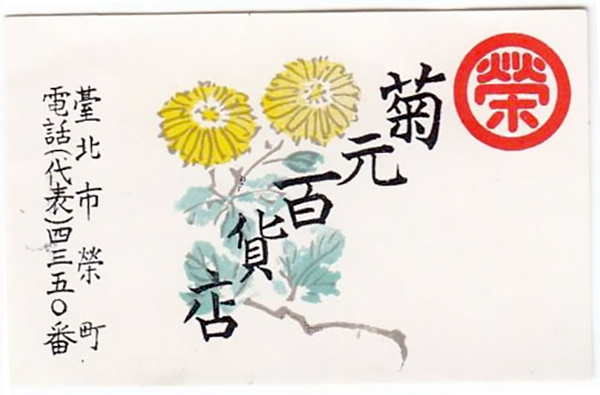
当時のマッチ

菊元百貨店（きくもとひゃっかてん）は、かつて日本統治下の台北市栄町（現在の中正区衡陽路と博愛路交差点、国泰世華銀行台北分行）に開業した台湾最初の百貨店である。

## 概要
菊元百貨店は、1932年11月28日に重田栄治の手によって開業した。山口県岩国市出身の重田は26歳で台湾に渡り、綿布卸売事業を展開する傍ら、三越や髙島屋など内地の百貨店が台湾進出の計画を進めているという情報を受け取ったことがきっかけで自ら百貨店業務の先駆者になろうと決意し、栄町に7階建ての店舗を建設し「菊元百貨店」と命名した。菊元百貨店は株式会社菊元商行と密接な関係があり、菊元卸売部、菊元販売店、菊元高雄支店が投資を行なっていた。百貨店は屋上に展望台を設置、5階にはレストラン「菊元」をオープンさせ、また台湾では珍しかったエレベーター（当時は「流籠」と称した）を設置し、台湾初のエレベーターガールを配したサービスは耳目を集め、集客力の一端を占めた。
台湾近代化のモデルケースではあるが、当時の社会環境の下百貨店を利用する顧客は日本人または一部の裕福な台湾人に限定されていた。台湾では同時期に、林方一が「ハヤシ百貨店」を、吉井長平が「吉井百貨店」を開店している。
重田は、天母教の中治稔郎とともに、現在台北の高級住宅地として知られる天母の開発にもかかわっていた。
1945年の終戦により、中国国民党政府に接収され，その後「台灣中華國貨公司」として再開業したが、1968年からは「南洋百貨公司」、1977年からは「洋洋百貨公司」と経営が二転三転し、最終的に1979年に洋洋破綻で経営者が国外に逃亡し、これにより日本統治時代以来の百貨店としての歴史に幕を下ろした。

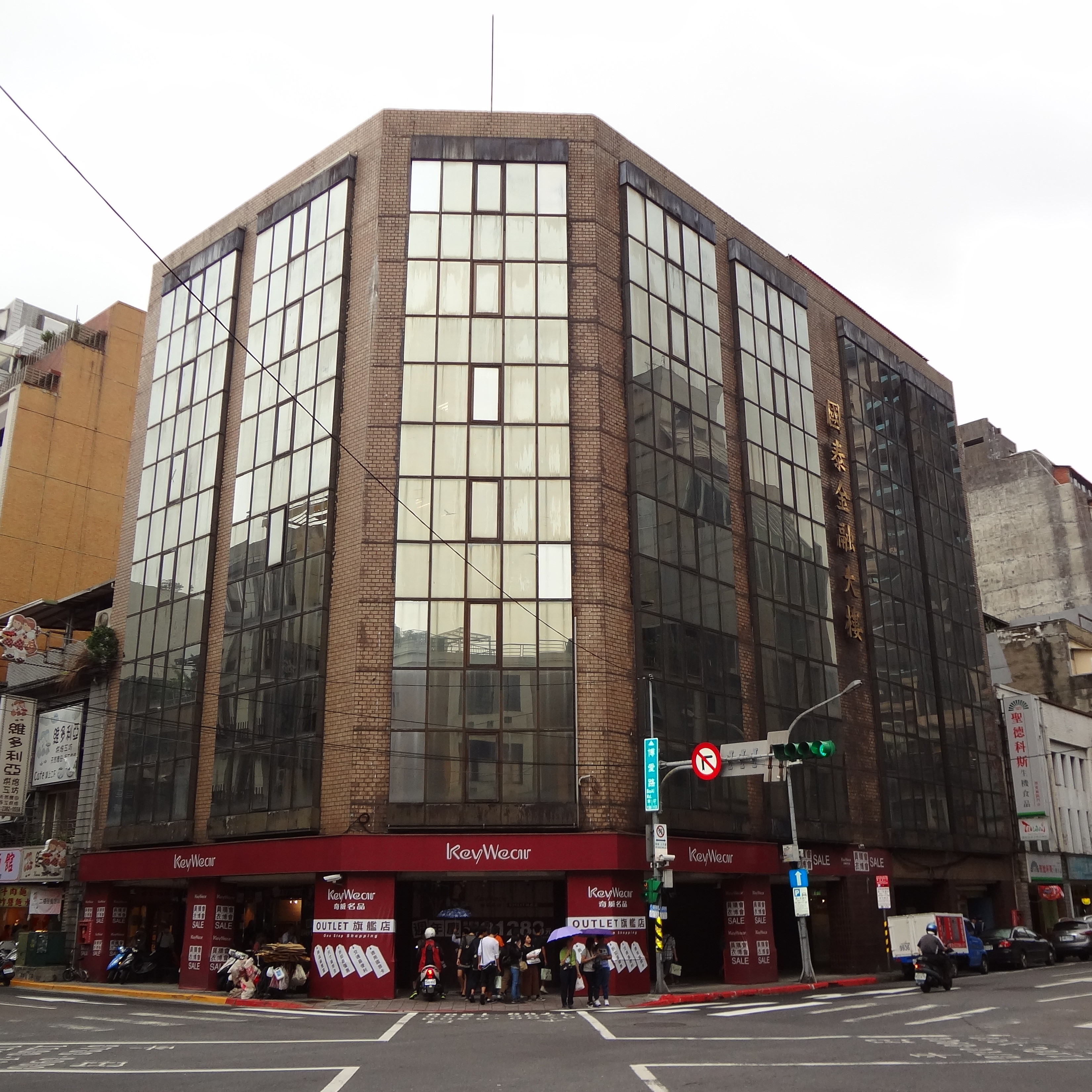
現在の旧菊元百貨店

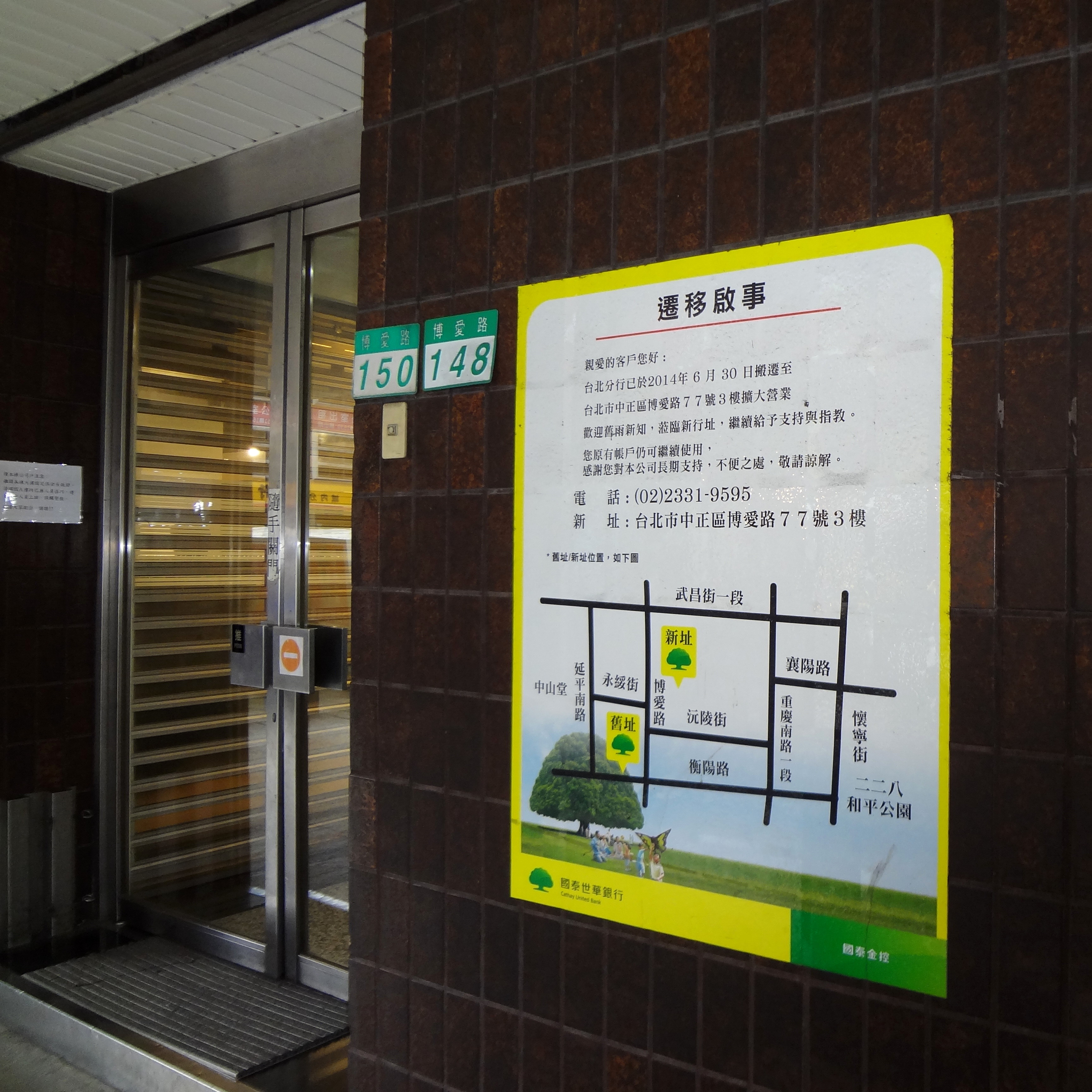
現在の入り口

現在では世華聯合商業銀行台北支店が入居し、躯体は当時のままとされるが、内外装ともに大幅な改装工事がなされており、往時の面影はない。
長年国定古跡登録の運動が繰り広げられていたが、2017年台北市政府文化局により1段階格下げの指定歴史建築に登録された。
2024年7月18日から2025年1月5日までに当時の繁栄を伝える特別展「守護城中、再現菊元」が開催された。